# Tupigea cantareira
Tupigea cantareira là một loài nhện trong họ Pholcidae. Loài này được phát hiện ở Brasil.